# Wereldkampioenschap volleybal mannen 2014
Het wereldkampioenschap volleybal mannen 2014 werd gehouden van 3 tot en met 24 september 2014 in Polen.

## Keuze van het gastland
Op 8 september 2008 maakte de internationale volleybalfederatie (FIVB) bekend dat het wereldkampioenschap volleybal voor mannen in 2014 zou worden gehouden in Polen. Het was de eerste keer dat Polen het toernooi organiseerde. De wedstrijden werden gespeeld in Krakau, Gdańsk, Wrocław, Katowice, Łódź en Bydgoszcz.

## Gekwalificeerde landen
| Afrika (3 landen)                                                          | Azië en Oceanië (4 landen)                                                                          | Europa (9 landen) | Noord-Amerika (5 landen) | Zuid-Amerika (3 landen) |
| Winnaar Groep T: Kameroen Winnaar Groep S: Egypte Winnaar Groep V: Tunesië | Winnaar Groep A: Australië Winnaar Groep B: Iran Winnaar Groep C: China Winnaar Groep D: Zuid-Korea | Gastland: Polen Winnaar EK Volleybal 2013: Rusland Finalist EK Volleybal 2013: Italië Winnaar Groep I: Bulgarije Winnaar Groep J: Servië Winnaar Groep K: Duitsland Winnaar Groep L: België Winnaar Groep K: Finland Beste nummer 2: Frankrijk |                          | Winnaar Zuid-Amerikaans kampioenschap volleybal 2013: Brazilië Finalist Zuid-Amerikaans kampioenschap volleybal 2013: Argentinië Winnaar kwalificatietoernooi: Venezuela |

## Speelsteden
| Stad           | Stadion         | Foto | Toeschouwers |
| -------------- | --------------- | ---- | ------------ |
| Krakau         | Arena Kraków    |      | 15.328       |
| Łódź           | Atlas Arena     |      | 13.805       |
| Katowice       | Spodek          |      | 11.500       |
| Gdańsk - Sopot | Ergo Arena      |      | 11.409       |
| Bydgoszcz      | Łuczniczka      |      | 8.500        |
| Wrocław        | Centennial Hall |      | 10.000       |

## Eerste groepsfase
De top 4 van elke groep plaatst zich voor de tweede groepsfase.

### Groep A
|      |            |     | Wedstrijden | Wedstrijden | Sets | Sets | Sets   | Set punten | Set punten | Set punten |
| Rank | Team       | Pts | W           | L           | W    | L    | Ratio  | W          | L          | Ratio      |
| ---- | ---------- | --- | ----------- | ----------- | ---- | ---- | ------ | ---------- | ---------- | ---------- |
| 1    | Polen      | 15  | 5           | 0           | 15   | 1    | 15.000 | 400        | 311        | 1.286      |
| 2    | Servië     | 12  | 4           | 1           | 12   | 6    | 2.000  | 425        | 396        | 1.073      |
| 3    | Argentinië | 9   | 3           | 2           | 10   | 6    | 1.666  | 372        | 342        | 1.087      |
| 4    | Australië  | 5   | 2           | 3           | 7    | 11   | 0.636  | 384        | 397        | 0.967      |
| 5    | Venezuela  | 4   | 1           | 4           | 5    | 13   | 0.384  | 366        | 424        | 0.863      |
| 6    | Kameroen   | 0   | 0           | 5           | 3    | 15   | 0.200  | 382        | 459        | 0.832      |

### Groep B
|      |            |     | Wedstrijden | Wedstrijden | Sets | Sets | Sets  | Set punten | Set punten | Set punten |
| Rank | Team       | Pts | W           | L           | W    | L    | Ratio | W          | L          | Ratio      |
| ---- | ---------- | --- | ----------- | ----------- | ---- | ---- | ----- | ---------- | ---------- | ---------- |
| 1    | Brazilië   | 14  | 5           | 0           | 15   | 3    | 5.000 | 428        | 352        | 1.215      |
| 2    | Duitsland  | 12  | 4           | 1           | 12   | 5    | 2.400 | 398        | 338        | 1.177      |
| 3    | Finland    | 8   | 3           | 2           | 10   | 8    | 1.250 | 415        | 396        | 1.047      |
| 4    | Cuba       | 6   | 2           | 3           | 9    | 12   | 0.750 | 448        | 466        | 0.961      |
| 5    | Zuid-Korea | 4   | 1           | 4           | 6    | 13   | 0.461 | 390        | 441        | 0.884      |
| 6    | Tunesië    | 1   | 0           | 5           | 4    | 15   | 0.266 | 361        | 447        | 0.807      |

### Groep C
|      |           |     | Wedstrijden | Wedstrijden | Sets | Sets | Sets  | Set punten | Set punten | Set punten |
| Rank | Team      | Pts | W           | L           | W    | L    | Ratio | W          | L          | Ratio      |
| ---- | --------- | --- | ----------- | ----------- | ---- | ---- | ----- | ---------- | ---------- | ---------- |
| 1    | Rusland   | 14  | 5           | 0           | 15   | 3    | 5.000 | 429        | 347        | 1.236      |
| 2    | China     | 11  | 4           | 1           | 12   | 5    | 2.400 | 392        | 349        | 1.123      |
| 3    | Bulgarije | 10  | 3           | 2           | 13   | 8    | 1.625 | 462        | 437        | 1.057      |
| 4    | China     | 6   | 2           | 3           | 6    | 11   | 0.545 | 386        | 408        | 0.946      |
| 5    | Mexico    | 2   | 1           | 4           | 5    | 14   | 0.357 | 370        | 442        | 0.837      |
| 6    | Egypte    | 2   | 0           | 5           | 5    | 15   | 0.333 | 411        | 467        | 0.880      |

### Groep D
|      |                  |     | Wedstrijden | Wedstrijden | Sets | Sets | Sets  | Set punten | Set punten | Set punten |
| Rank | Team             | Pts | W           | L           | W    | L    | Ratio | W          | L          | Ratio      |
| ---- | ---------------- | --- | ----------- | ----------- | ---- | ---- | ----- | ---------- | ---------- | ---------- |
| 1    | Frankrijk        | 12  | 4           | 1           | 14   | 7    | 2.000 | 469        | 437        | 1.073      |
| 2    | Iran             | 11  | 4           | 1           | 13   | 7    | 1.857 | 462        | 420        | 1.100      |
| 3    | Verenigde Staten | 9   | 3           | 2           | 12   | 9    | 1.333 | 461        | 419        | 1.100      |
| 4    | Italië           | 5   | 2           | 3           | 9    | 12   | 0.750 | 462        | 473        | 0.976      |
| 5    | België           | 5   | 1           | 4           | 9    | 12   | 0.750 | 437        | 467        | 0.935      |
| 6    | Puerto Rico      | 3   | 1           | 4           | 3    | 13   | 0.230 | 315        | 390        | 0.807      |

## Tweede groepsfase
De top 3 van elke groep plaatst zich voor de kwartfinales.

### Groep E
|      |                  |     | Wedstrijden | Wedstrijden | Sets | Sets | Sets  | Set punten | Set punten | Set punten |
| Rank | Team             | Pts | W           | L           | W    | L    | Ratio | W          | L          | Ratio      |
| ---- | ---------------- | --- | ----------- | ----------- | ---- | ---- | ----- | ---------- | ---------- | ---------- |
| 1    | Frankrijk        | 17  | 5           | 2           | 19   | 11   | 1,727 | 693        | 649        | 1,068      |
| 2    | Polen            | 16  | 6           | 1           | 19   | 8    | 2,375 | 636        | 568        | 1,120      |
| 3    | Iran             | 15  | 5           | 2           | 18   | 11   | 1,636 | 659        | 623        | 1,058      |
| 4    | Verenigde Staten | 14  | 4           | 3           | 17   | 12   | 1,417 | 673        | 633        | 1,063      |
| 5    | Servië           | 9   | 3           | 4           | 12   | 14   | 0,837 | 601        | 617        | 0,974      |
| 6    | Argentinië       | 8   | 3           | 4           | 11   | 15   | 0,733 | 570        | 602        | 0,947      |
| 7    | Italië           | 5   | 2           | 5           | 10   | 18   | 0,556 | 615        | 645        | 0,953      |
| 8    | Australië        | 0   | 0           | 7           | 4    | 21   | 0,190 | 509        | 619        | 0,822      |

### Groep F
|      |           |     | Wedstrijden | Wedstrijden | Sets | Sets | Sets   | Set punten | Set punten | Set punten |
| Rank | Team      | Pts | W           | L           | W    | L    | Ratio  | W          | L          | Ratio      |
| ---- | --------- | --- | ----------- | ----------- | ---- | ---- | ------ | ---------- | ---------- | ---------- |
| 1    | Brazilië  | 21  | 7           | 0           | 21   | 2    | 10.500 | 578        | 476        | 1.214      |
| 2    | Rusland   | 17  | 6           | 1           | 19   | 6    | 3.167  | 692        | 498        | 1.189      |
| 3    | Duitsland | 15  | 5           | 2           | 15   | 8    | 1.875  | 537        | 497        | 1.080      |
| 4    | China     | 10  | 4           | 3           | 12   | 13   | 0.923  | 574        | 560        | 1.025      |
| 5    | Finland   | 6   | 2           | 5           | 9    | 17   | 0.529  | 561        | 602        | 0.932      |
| 6    | Cuba      | 6   | 1           | 6           | 11   | 17   | 0.611  | 601        | 660        | 0.911      |
| 7    | Bulgarije | 5   | 1           | 6           | 8    | 18   | 0.444  | 534        | 604        | 0.884      |
| 8    | China     | 4   | 2           | 5           | 6    | 19   | 0.316  | 508        | 588        | 0.864      |

## Derde groepsfase
De top 2 van elke groep plaatsen zich voor de halve finales.

### Groep G
|      |           |     | Wedstrijden | Wedstrijden | Sets | Sets | Sets  | Set punten | Set punten | Set punten |
| Rank | Team      | Pts | W           | L           | W    | L    | Ratio | W          | L          | Ratio      |
| ---- | --------- | --- | ----------- | ----------- | ---- | ---- | ----- | ---------- | ---------- | ---------- |
| 1    | Frankrijk | 5   | 2           | 0           | 6    | 2    | 3.000 | 182        | 163        | 1.117      |
| 2    | Duitsland | 3   | 1           | 1           | 3    | 3    | 1.000 | 136        | 131        | 1.038      |
| 3    | Iran      | 1   | 0           | 2           | 2    | 6    | 0.333 | 157        | 181        | 0.867      |

### Groep H
|      |          |     | Wedstrijden | Wedstrijden | Sets | Sets | Sets  | Set punten | Set punten | Set punten |
| Rank | Team     | Pts | W           | L           | W    | L    | Ratio | W          | L          | Ratio      |
| ---- | -------- | --- | ----------- | ----------- | ---- | ---- | ----- | ---------- | ---------- | ---------- |
| 1    | Polen    | 4   | 2           | 0           | 6    | 4    | 1.500 | 211        | 210        | 1.005      |
| 2    | Brazilië | 4   | 1           | 1           | 5    | 3    | 1.667 | 180        | 166        | 1.084      |
| 3    | Rusland  | 1   | 0           | 2           | 2    | 6    | 0.333 | 168        | 183        | 0.918      |

## Eindronde

#### Wedstrijd om 5e plaats
| Datum  | Tijd  |      | Score |         | Set 1 | Set 2 | Set 3 | Set 4 | Set 5 | Totaal |
| ------ | ----- | ---- | ----- | ------- | ----- | ----- | ----- | ----- | ----- | ------ |
| 20 sep | 13.40 | Iran | 0–3   | Rusland | 19–25 | 21–25 | 18–25 |       |       | 58–75  |

#### Halve finales
| Datum  | Tijd  |           | Score |          | Set 1 | Set 2 | Set 3 | Set 4 | Set 5 | Totaal  |
| ------ | ----- | --------- | ----- | -------- | ----- | ----- | ----- | ----- | ----- | ------- |
| 20 sep | 16.40 | Frankrijk | 2–3   | Brazilië | 18–25 | 25–23 | 23–25 | 25–22 | 12–15 | 103–110 |
| 20 sep | 20.25 | Duitsland | 1–3   | Polen    | 24–26 | 26–28 | 25–23 | 21–25 |       | 96–102  |

#### Troostfinale
| Datum  | Tijd  |           | Score |           | Set 1 | Set 2 | Set 3 | Set 4 | Set 5 | Totaal |
| ------ | ----- | --------- | ----- | --------- | ----- | ----- | ----- | ----- | ----- | ------ |
| 21 sep | 16.40 | Frankrijk | 0–3   | Duitsland | 21–25 | 24–26 | 23–25 |       |       | 68–76  |

#### Finale
| Datum  | Tijd  |          | Score |       | Set 1 | Set 2 | Set 3 | Set 4 | Set 5 | Totaal |
| ------ | ----- | -------- | ----- | ----- | ----- | ----- | ----- | ----- | ----- | ------ |
| 21 sep | 20.25 | Brazilië | 1–3   | Polen | 25–18 | 22–25 | 23–25 | 22–25 |       | 92–93  |